# Fabio Barcellandi
Fabio Barcellandi (né le 22 mars 1968 à Brescia) est un poète et traducteur italien.

## La vie et la carrière
Depuis 2009, il collabore avec Beppe Costa organisant, chez la librairie Pellicanolibri de Rome, les rencontres Poeti dallo Spazio (Poètes de l'Espace), certains d'entre eux avec comme Dacia Maraini, Silvano Agosti, Liliana Arena, Fernando Arrabal, etc.

Il est membre des groupes POESIAinCIVILE (POESIEnonCIVILISEE), Poeti dal Sottosuolo (Poètes du souterrain) et de la Revolutionary Poets Brigade (Brigade des Poètes Révolutionnaires) fondée par Jack Hirschman.
Il a été invité en 2010 et en 2012 au Festival littéraire international Ottobre in Poesia (Octobre en Poésie) de Sassari, intervenant dans les écoles, les librairies et les lectures et conférences organisées pendant le festival.
Il a participé à plusieurs lectures et rencontres de poésie en Italie et en Irlande: en effet, en mai 2011 il a été publié avec Luca Artioli et Andrea Garbin dans l'anthologie italien/anglais des éditions Thauma POETHREE new italian voices (POETHREE nouvelles voix italiennes). Ce livre, qui fait partie d'un projet de collaboration avec le poète irlandais Dave Lordan, auteur des traductions, a réuni les trois poètes italiens pendant une tournée en Irlande.
À partir du dernier 18 juin, avec la date de Dublin au The Irish Centre for Poetry Studies Mater Dei Institute of Education (DCU) (Centre irlandais d'études en Poésie Institut d’Education Mater Dei (DCU)), ils ont lu aussi à Trim, Greystones, Cork, Galway et Derry.
Depuis 2012, il est juré du Premio Centro per la Nuova Poesia d’Autore (Prix Centro pour la Nouvelle Poésie d’Auteur), qui a lieu à Chia (Soriano nel Cimino) dans les lieux de Pier Paolo Pasolini.

## Publications
- Poethree, new italian voices, Thauma éditions, 2011,  (ISBN 9788897204282);
- Acqua privata? No grazie!, publié par di Marco Cinque, IlMioLibro edizioni, 2011.
- AA. VV. SignorNò, poesie e scritti contro la guerra, a cura di M. Cinque e P. Rushton, Pellicano Edizioni, 2015,  (ISBN 9788899615154)
- AA. VV. LiberAzione poEtica. pref. Jack Hirschman, Pellicano, 2016,  (ISBN 9788899615277)

### Poésie
- Parole alate, Cicorivolta, 2007,  (ISBN 9788895106298);
- Nero, l'inchiostro, Montag éditions, 2008,  (ISBN 9788895478364);
- Folle, di gente,Montag éditions, 2011,  (ISBN 9788896793626).

### Traductions
- Dave Lordan Sopravvivere alla crisi, Thauma éditions, 2012,  (ISBN 9788897204282);
- Connor Kelly Lost poems, self produced.

Fabio Barcellandi a également traduit textes de: Kevin Higgins (Irlande), Diane Prima, Carl Rakosi et Richard Tillinghast (USA) (un des textes traduits de Richard Tillinghast a été publié dans la revue Le Voci della Luna (Les Voix de la Lune n ° 48); du portugais poèmes de Mário Quintana (Brésil); de l’espagnol poèmes de Violeta Camerati et Nicanor Parra (Chili).

## Prix
- Premio Solaris, 2008
- Prix Teranova per la Poesia[7], 2009